# Glenn Elliott
Pour les articles homonymes, voir Elliott.
Herbert Glenn Elliott (né le 11 novembre 1919 à Sapulpa, Oklahoma, États-Unis et mort le 27 juillet 1969 à Portland, Oregon, États-Unis), surnommé Lefty, était un lanceur gaucher de baseball qui a joué dans les Ligues majeures de 1947 à 1949.
Il est surtout connu pour avoir été le premier lanceur à accorder un coup sûr à Jackie Robinson des Dodgers de Brooklyn le 17 avril 1947 à Ebbets Field, Brooklyn,.
Dans le baseball majeur, Glenn Elliott a disputé 34 parties, toutes avec les Braves de Boston, dont 7 comme lanceur partant et le reste en tant que lanceur de relève. Il remporte 4 victoires contre 5 défaites, lance un match complet et affiche une moyenne de points mérités de 4,09 avec 25 retraits sur des prises en 90 manches et un tiers lancées. Il dispute 11 matchs en 1947, 22 en 1949 et n'effectue qu'une apparition avec l'équipe des Braves qui est championne de la Ligue nationale en 1948, remportant alors une victoire malgré un départ qui ne dure que 3 manches. Elliott connaît en revanche une longue carrière en ligues mineures, où il remporte 150 victoires et maintient une moyenne de points mérités de 3,47 pour de nombreuses équipes entre 1942 et 1956. Après avoir été libéré par les Braves en avril 1950, il lance en ligues mineures dans l'organisation des White Sox de Chicago sans les rejoindre dans les majeures.
Glenn Elliott meurt d'une tumeur au cerveau le 27 juillet 1969 à l'âge de 46 ans.